# Mary Lagerborg
Mary Lagerborg (gift Bäckström), född 14 juni 1920 i Lund, död 12 juli 2009 i Sollentuna kommun, var en svensk tennisspelare.
Mary Lagerborg var en av Sveriges bästa kvinnliga tennisspelare under framför allt 1940-talet. 1938 vann hon sitt första SM-tecken i singel, inomhus. Tillsammans med Birgit Gullbrandsson dominerade hon sedan svensk damtennis under 15 år. Lagerborg vann under karriären 37 SM-tecken, varav 10 i singel.

## Biografi
Lagerborg var 17 år när hon vann sitt första SM-tecken, men det var under 40-talet hon var som allra starkast. Hon vann tre SM-tecken i rad, i singel utomhus, 1941-1943, och två i rad inomhus 1945-1946. Hennes främsta år, titelmässigt, blev utomhusturneringen 1950, då hon tog samtliga tre titlar och snuvade rivalen Birgit Gullbrandsson: Singel, damdubbel och mixad. Men även så sent som 1960 var hon fortfarande i högsta grad aktiv och vann SM i både mixad dubbel och damdubbel. Tyvärr hindrade Andra världskriget henne, liksom många andra, att möta internationella toppspelare. Men hon tävlade i Wimbledon 1949, 1950 och 1953, utan att nå några större framgångar. Däremot vann hon damdubbeln av Swedish open, i par med Thelma Long. 
Mary Lagerborg flyttade under 40-talet till Stockholm där hon också fostrades till att bli elitspelare i SALK och Edsvikens tennisklubb. Stockholms tennisdistrikt har kallat Lagerborg för en av deras mest betydande spelare någonsin.
Efter avslutad karriär drog hon sig tillbaka och arbetade bland annat deltid som tennistränare på Djursholms tennisklubb.